# سد مولاتدی
سد مولاتدی (به لاتین: Molatedi Dam) یک سد در آفریقای جنوبی است که در شمال غربی (استان آفریقای جنوبی) واقع شده‌است.